# (367943) Duende
(367943) Duende (voorlopige aanduiding 2012 DA14) is een kleine planetoïde die op 15 februari 2013 de Aarde passeerde op een afstand van 0,000185 astronomische eenheid (27.700 km), slechts 1/13 van de afstand tot de Maan. Dat maakt de planetoïde een aardscheerder die binnen de banen van de geostationaire satellieten passeerde. De snelheid bedroeg 7,8 km/s.
De planetoïde, die een baan om de zon beschrijft met een periode van 366 dagen, werd in februari 2012 ontdekt door het La Sagra-observatorium in het zuiden van Spanje toen zij zich ongeveer 7 keer verder weg dan de Maan bevond. De diameter van de planetoïde bedraagt ongeveer 50 meter.
De dichtste nadering heeft in 2013 op 15 februari rond 19:26 UTC plaatsgevonden. De planetoïde had toen een helderheid van magnitude 7,2 en was zichtbaar met een gewone verrekijker. Rond dat moment was ze zichtbaar vanuit Europa, Azië en Afrika. Ze bewoog noordwaarts langs de hemel met een snelheid van één maandiameter per minuut.
De omlooptijd van 2012 DA14 nam ten gevolge van het passeren van de Aarde af van 368 tot 317 dagen.
Er is geen gevaar voor een inslag in de nabije toekomst. Het zal nog zeker dertig jaar duren voordat 2012 DA14 de Aarde opnieuw zo dicht nadert en de planetoïde zal daarbij in de toekomst een andere baan volgen. Objecten van deze omvang komen gemiddeld eens in de veertig jaar zo dichtbij, maar een werkelijke botsing vindt waarschijnlijk slechts eens in de 1200 jaar plaats.

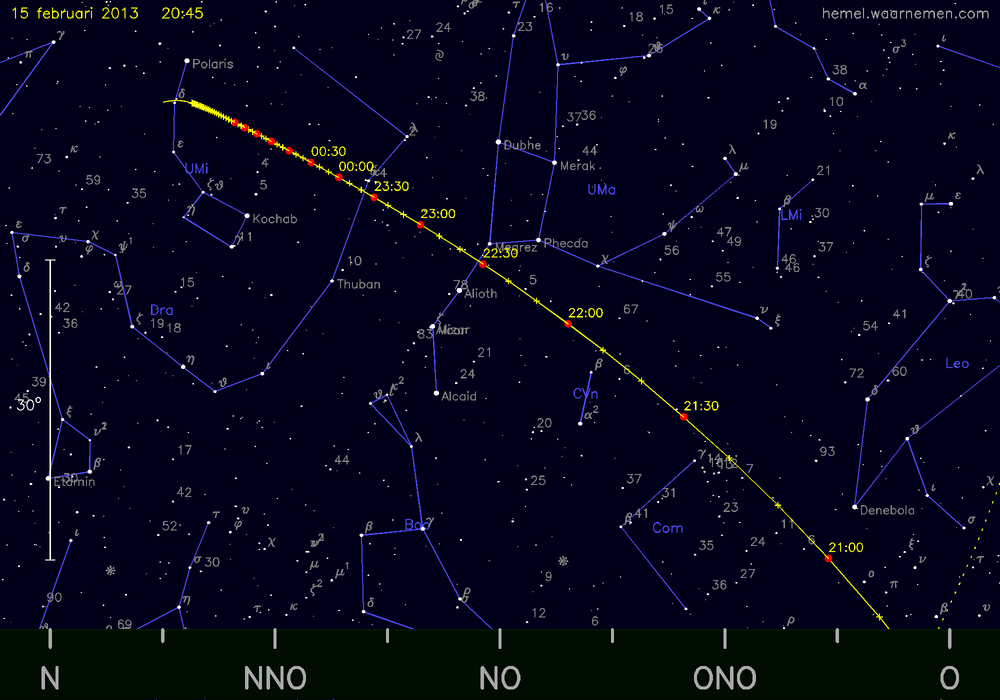
De baan van de planetoïde 2012 DA_{14} aan de hemel voor een waarnemer in Utrecht. Bron: hemel.waarnemen.com.

Kleinste afstand tot de Aarde van 2012 DA_{14} op 15 februari 2013

## Meteoor
Op 15 februari 2013 om 3:20 UTC, zestien uur voordat 2012 DA14 haar kleinste afstand tot de Aarde bereikte, ontplofte boven het Russische Oeralgebied een vuurbal, waarbij honderden mensen door gebroken ruiten gewond raakten. Dit object had een doorsnede van naar schatting ongeveer 15 meter. Het had een baan die beduidend afweek van die van 2012 DA14. Er was geen verband tussen de twee verschijnselen.